# Selección de fútbol sub-20 de Corea
La selección de fútbol sub-20 de Corea fue un equipo conformado por jugadores tanto de Corea del Norte como de Corea del Sur. Esta selección jugó el Mundial de Fútbol sub-20 de 1991, desarrollado en Portugal. En dicho torneo llegó a los cuartos de final, donde cayó 5-1 ante Brasil.